# Xipholena lamellipennis
El cotinga coliblanco (Xipholena lamellipennis), también denominado cotinga de cola blanca,  es una especie de ave paseriforme de la familia Cotingidae, una de las tres pertenecientes al género Xipholena. Es endémica de la baja Amazonia brasileña. 

## Distribución y hábitat
Se distribuye en la baja Amazonia en Brasil al sur del río Amazonas, desde Pará (orilla occidental y cuenca del bajo río Tapajós) al este hasta el norte de Maranhão.
Esta especie es considerada poco común en su hábitat natural: el dosel y los bordes de bosques húmedos de terra firme, hasta los 400 m de altitud.

## Sistemática

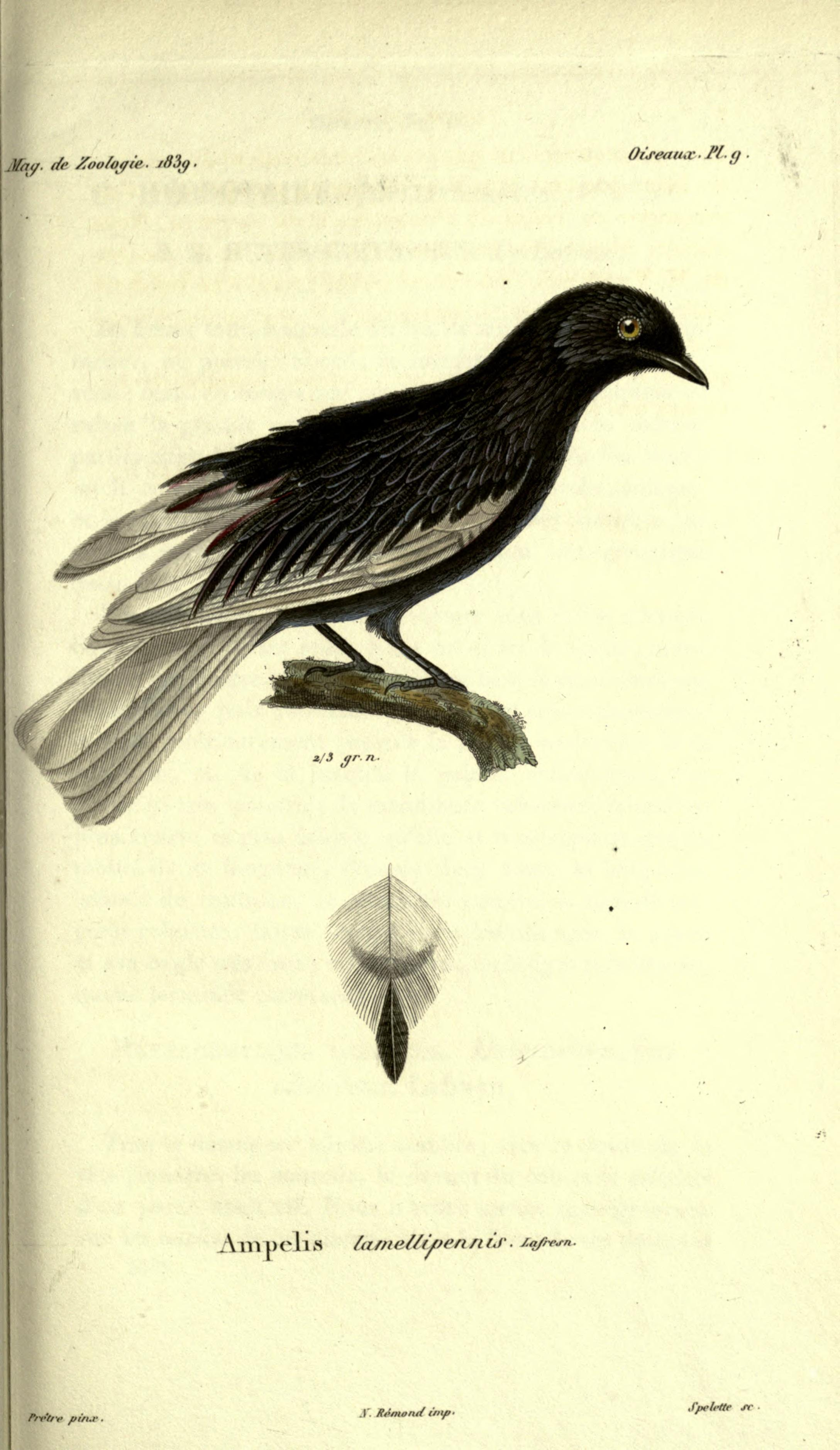
Ampelis lamellipennis protónimo de Xipholena lamellipennis ilustración de Guérin-Méneville para Magasin de zoologie, 1839.

### Descripción original
La especie X. lamellipennis fue descrita por primera vez por el naturalista francés Frédéric de Lafresnaye en 1839 bajo el nombre científico Ampelis lamellipennis; su localidad tipo es: «Sudamérica», restringido posteriormente para «Belém, Pará, Brasil».

### Etimología
El nombre genérico femenino «Xipholena» se compone de las palabras del griego «xiphos» que significa ‘espada’, ‘sable’, y « ōlene» que significa ‘debajo del brazo’; y el nombre de la especie «lamellipennis», se compone de las palabras del latín «lamella» que significa ‘pequeña lámina fina de metal’, y «penna, pennis» que significa ‘plumas de las alas’.

### Taxonomía
Los datos genéticos indican que la presente es hermana de Xipholena atropurpurea. La población de aves de Santarém (bajo río Tapajós) fue descrita como la subespecie X. l. pallidior Greenway & Griscom, 1937, pero es inseparable de la nominal. Es monotípica.